# Brasil Telecom Celular
A Brasil Telecom Celular (por vezes abreviada de BrT, ou chamada apenas de Brasil Telecom) foi a quinta maior operadora de celular do Brasil. Entrou em operação na última semana de setembro de 2004 com planos de serviço que promovem a integração dos serviços fixo e móvel. Utiliza a tecnologia GSM e a tecnologia de dados é o GPRS e o EDGE. A partir do dia 17 de maio de 2009 a operadora adota o nome fantasia Oi.

## Cobertura
A subsidiária Brasil Telecom GSM iniciou o serviço de telefonia celular em 2004, após autorização da Anatel e participação da Brasil Telecom em leilão da Banda E em 2002.
A BrT Celular estava presente na mesma região da BrT Fixa, na mesma área da CTBC em Goiás e Mato Grosso do Sul e também na região da Sercomtel no Paraná. Após ser totalmente absorvida pela Oi, passou a ter cobertura em todos os Estados do Brasil com a marca Oi.
Em 2009, a Brasil Telecom tinha mais de 5,6 milhões de acessos móveis.
A BrT Celular cobria cerca de 1006 municípios em todo o Brasil.
A população total coberta pela BrT Celular era cerca de 21%.

## Bandas
A Brasil Telecom Celular operava na faixa de frequências da Banda E (1800 MHz).

## Longa distância
Código de Seleção de Prestadora (CSP): 14

## Fusão Brasil Telecom + Oi
A operadora de telefonia fixa e móvel Oi adquiriu o controle da Brasil Telecom no dia 17 de maio de 2009.